# Bab al-Futuh

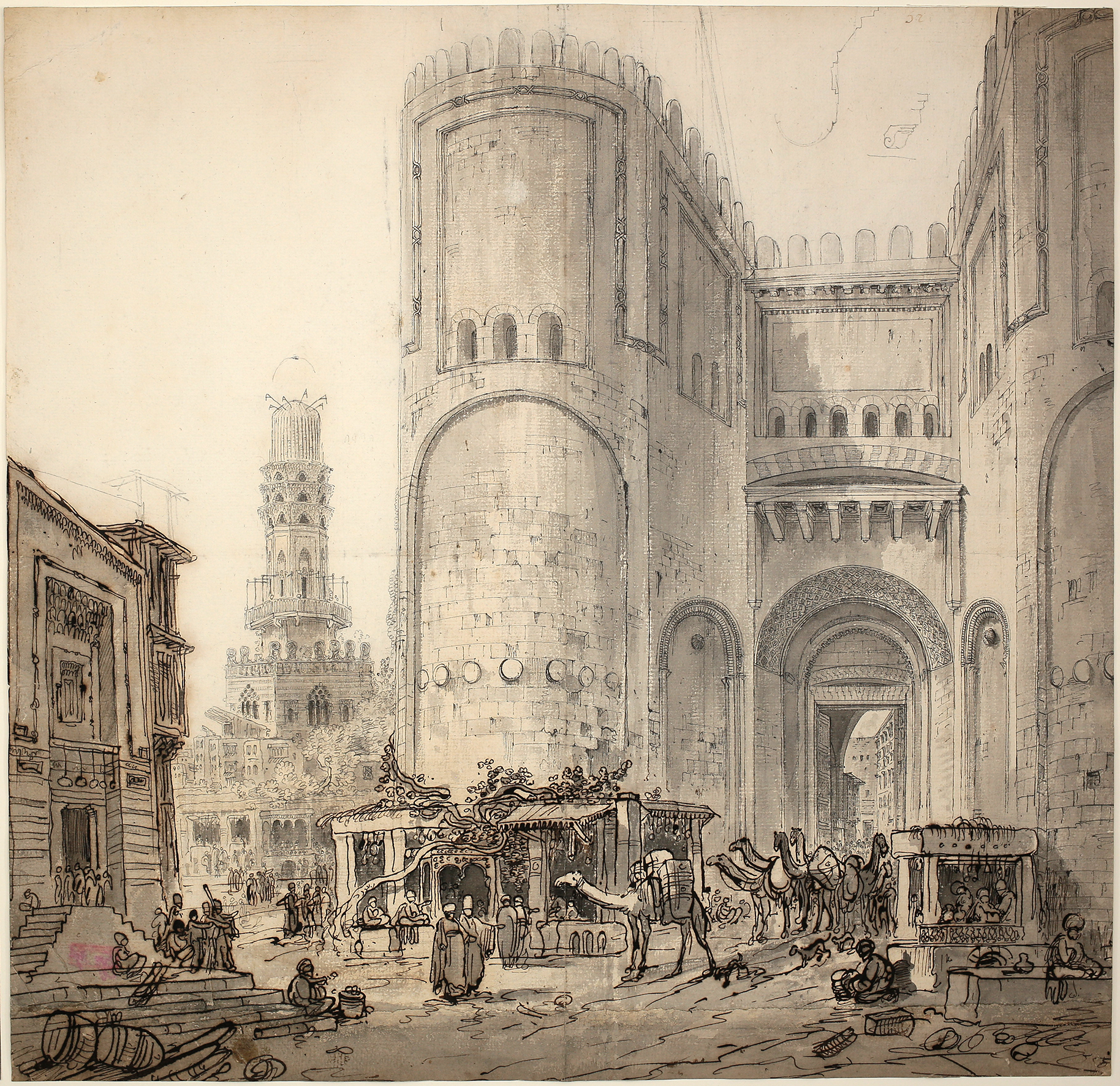
Bab al-Futuh - incisione di Louis François Cassas (1785)

Bāb al-Futuh, "Il Cancello della Conquista",  è una delle porte fortificate del Cairo d'epoca medievale, vestigia delle mura edificate in età fatimide. Terminata nel 1087, si erge a nord dell'antica cortina, su via Al-Muizz. Con le sue torri rotonde, dotate di caditorie e feritoie, costituiva un rinforzo per la limitrofa porta di Bab al-Nasr (sempre ubicata a nord della cortina), il cui torrione era quadrato. L'ingresso è ornato da motivi floreali.